# Брахот

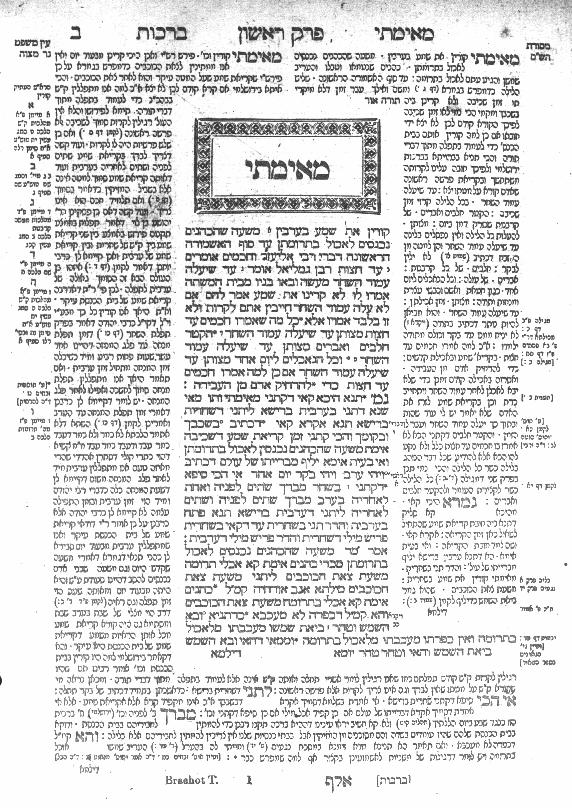

«Брахо́т», также «Берахо́т», berakhoth (мн. ч. др.-евр. ברכות‬  — «благословения; славословия», ед. ч. ברכה‬, браха) — трактат в Мишне, Тосефте, Вавилонском и Иерусалимском Талмудах, первый в разделе «Зраим». Содержит законы о благословениях и молитвах.

## Предмет рассмотрения
В Библии содержатся неоднократные указания на факт произнесения молитв и благословений, например, Быт. 9:26, 14:20, 20:17, 2Цар. 12:20, 18:28 и т. д. Изначально они не имели установленного текста, правила их произнесения начали вырабатываться в эпоху после вавилонского пленения (VI в. до н. э.), при этом за основу были взяты несколько отрывков из Моисеева закона. Так, следующий фрагмент стал основой для молитвы «Шма» (שמע — «Слушай», название по первому слову текста), представляющей собой исповедание веры. Согласно содержащейся в нём самом фразе, его следует читать дважды в день, утром и вечером (когда люди ложатся спать и когда встают):

Слушай, Израиль: Господь, Бог наш, Господь един есть; и люби Господа, Бога твоего, всем сердцем твоим, и всею душею твоею и всеми силами твоими.
И да будут слова сии, которые Я заповедую тебе сегодня, в сердце твоем [и в душе твоей]; и внушай их детям твоим и говори о них, сидя в доме твоем и идя дорогою, и ложась и вставая; и навяжи их в знак на руку твою, и да будут они повязкою над глазами твоими, и напиши их на косяках дома твоего и на воротах твоих.
— Втор. 6:4—9
Традиция добавила к этому чтению ещё два отрывка — Втор. 11:13—21 и Чис. 15:37—41. Однако все эти три фрагмента молитвой в точном смысле слова не являются, так как не содержат никаких просьб (на иврите они называются не «молитва», а «чтение» — קריאת שמע); между тем законоучители, основываясь на Втор. 10:20: «Господа, Бога твоего, бойся [и] Ему [одному] служи» — вывели постановление, что молиться следует обязательно. В связи с этим постепенно был разработан текст ежедневной молитвы (תפילה, тефила), в современном иудаизме эта молитва получила название «амида» (עמידה — букв. «стояние»).
Ещё один фрагмент из Моисеева закона стал основой для произнесения благословения после еды (ברכת המזון — биркат ха-мазон):

И когда будешь есть и насыщаться, тогда благословляй Господа, Бога твоего, за добрую землю, которую Он дал тебе.
— Втор. 8:10
После разрушения иерусалимского Храма и прекращения храмовой службы молитвы и благословения стали в иудаизме единственно возможной формой богослужения и тем самым приобрели особое значение, которое со временем только возрастает. Поэтому трактат «Брахот», посвящённый этому предмету, сохраняет свою важность и в настоящее время; он является единственным в первом разделе Талмуда, имеющим вавилонскую гемару. Многие приведённые в трактате тексты без изменений включены в современные молитвенники. С другой стороны, в трактате содержатся варианты текстов молитв и благословений, которые в настоящее время не используются или используются иначе, поэтому трактат «Брахот» представляет также и большой исторический интерес.
Отдельный вопрос состоит в том, почему трактат «Брахот» был включён в раздел Талмуда «Зраим», посвящённый в основном земледелию, да ещё и вынесен в начало, вопреки обычному расположению трактатов в порядке убывания объёма. Объясняется это тем, что основой трактата являются благословения, произносимые перед едой и после неё, причём особое внимание уделяется пище растительного происхождения. Вся пища считается принадлежащей Богу и есть её без благословения означает противозаконное использование (מעילה — меила), это то же самое, что есть её, не отделив полагающихся по закону возношений и десятин, о которых говорится в следующих трактатах раздела. По аналогии в трактат включены и законы обо всех других благословениях, в том числе о чтении «Шма», которое сопровождается благословениями, и об амиде, по своей структуре также представляющей собой
последовательность благословений. По другому объяснению законы о чтении «Шма» вынесены в начало не только трактата и раздела «Зраим», но и всего Талмуда, так как это чтение является первой религиозной обязанностью дня, который, согласно иудейской традиции, начинается с вечера.

## Содержание
Трактат «Брахот» в Мишне состоит из 9 глав и 57 параграфов.
- Глава первая начинает рассмотрение с вопроса о времени чтения «Шма» и о различиях между утренним и вечерним чтением.
- Глава вторая подробно разбирает порядок чтения «Шма»: когда можно прерывать чтение, какие ошибки при чтении являются недопустимыми и т. д. Отдельно обсуждается вопрос, должен ли читать «Шма» новобрачный, законоучители приходят к выводу, что не обязан, но имеет право.
- Глава третья рассматривает вопросы о том, кто свободен от чтения «Шма», и об особенностях чтения «Шма» в состоянии ритуальной нечистоты.
- Глава четвёртая определяет, в какое время следует читать молитву амида, и как её читать в затруднительных ситуациях (в опасном месте, при езде в телеге, на корабле и т. п.).
- Глава пятая разбирает различные вопросы, связанные с чтением амиды: необходимость подготовки к молитве с созданием должного настроения, полный запрет прерывания, вставки в молитву, ошибки. Приведены варианты текста молитвы, считавшиеся по различным причинам еретическими.
- Глава шестая устанавливает, какие благословения следует читать перед трапезой и после неё.
- Глава седьмая посвящена ритуалу приглашения участников трапезы к совместному благословению (זימון — зимун): количество и состав участников, варианты формулы благословения и т. д.
- Глава восьмая рассматривает разногласия между школами Шаммая и Гиллеля, касающиеся трапезы; в частности, порядка совершения субботнего кидуша и хавдалы на исходе шаббата.
- Глава девятая содержит законы, касающихся всех прочих благословений: при наблюдении замечательных явлений природы, в благодарность за чудеса и других. В конце трактата содержится описание правил приличия, соблюдавшихся  на Храмовой горе и несколько важных постановлений - о том, что благодарить Бога следует не только в счастье, но и в несчастье; об упоминании имени Бога в приветствиях (с целью выразить веру в существовании Бога) и о замене в благословениях формулировки «от века» на формулировку «от века и до века» (с целью выразить веру в существование будущего мира).

## Затрагиваемые темы
- Мишна иллюстрирует свои положения множеством примеров, в Тосефте и гемарах это получает дальнейшее развитие. Так, в Мишне, 1:1 приводится случай с сыновьями раббана Гамлиэля, которые вернулись со свадебного пира под утро, и отец сказал им, что время для чтения вечерней молитвы «Шма» ещё не прошло, и они обязаны её прочесть.
- В Тосефте приводится обоснование для ряда действующих поныне правил: что вечернее «Шма» читается после выхода звёзд (1:1), что молитва амида читается три раза в день, шёпотом, повернувшись в сторону Иерусалима (3:3), что следует произносить благословения при виде выдающихся явлений природы и перед исполнением заповедей (7:1) и т. д. В Тосефте, 3:7 приведено несколько вариантов текста молитвы, читаемой во время опасности.
- В Мишне, 1:5 приводится обоснование для упоминания исхода из Египта в вечернем чтении «Шма». Этот параграф Мишны вошёл в Пасхальную Агаду.
- Тосефта, 3:20 рассказывает, что рабби Ханина бен Доса не прервал молитву даже тогда, когда вокруг его ноги обвилась змея (при этом он остался жив и здоров, а змею вскоре нашли мёртвой). О нём же в Мишне (5:5) говорится, что он, молясь за больных, определял, кто выздоровеет, а кто умрёт, смотря по тому, насколько плавно идёт молитва.
- В Тосефте, 4:8-21 сообщается о некоторых обычаях, соблюдавшихся в эпоху Мишны на званых обедах.
- Мишна, 9:3 запрещает просить в молитве о том, что уже нельзя изменить: например, если женщина уже беременна, нельзя молиться, чтобы она родила мальчика.
- И в Иерусалимском, и в Вавилонском Талмуде трактат заканчивается словами рабби Элазара о том, что «изучающие Тору укрепляют мир на земле»; этот отрывок включён в ежедневную утреннюю молитву.